# Daniel Scheinig
Daniel Scheinig (* 13. Januar 1988) ist ein deutscher Fußballspieler.

## Karriere
Daniel Scheinig wuchs in Berlin-Spandau auf und begann das Fußballspielen bei Schwarz-Weiss Spandau. Später spielte er bei Hertha Zehlendorf und zum Ende der Jugendzeit bei Tennis Borussia Berlin, wo er in der A-Jugend-Bundesliga antrat.
Ab 2007 spielte er im angrenzenden Finkenkrug für den SV Falkensee-Finkenkrug. Gleich im ersten Jahr gelang der Aufstieg aus der Brandenburgliga in die fünfthöchste Spielklasse. Außerdem erreichte man das Finale des Brandenburger Landespokals. Von 2008 bis 2010 spielte der Nachwuchsstürmer in der Oberliga (49 Spiele, 11 Tore), dann musste der Verein wieder absteigen und Scheinig bewarb sich beim SV Babelsberg 03, der gerade in die 3. Liga aufgestiegen war. Ein Vertrag kam jedoch nicht zustande, weil er doch zuerst seine Ausbildung zum Bankkaufmann beenden wollte.
Im Jahr darauf bewies der Berliner seine Stürmerqualitäten in der Brandenburgliga mit 19 Toren in 27 Spielen und so bekam er nach erfolgreichem beruflichem Abschluss für die Saison 2011/12 doch noch einen Vertrag bei den Babelsbergern. Es dauerte dann bis zum 7. Spieltag, bis er als Einwechselspieler beim 1:1 in Offenbach seine erste Chance im Profifußball bekam. Danach folgten allerdings bis Saisonende nur noch zwei weitere Kurzeinsätze.

## Erfolge
- Aufstieg in die Oberliga NOFV-Nord 2008 mit dem SV Falkensee-Finkenkrug